# Colònia Espona III
La Colònia Espona III és una obra de Sant Joan de les Abadesses (Ripollès) protegida com a Bé Cultural d'Interès Local.

## Descripció
Es tracta d'un edifici destinat als habitatges. És un edifici d'estil racionalista amb tres pisos i soterrani. La coberta, de teula àrab, és a dues aigües i té el carener perpendicular a la façana principal.
Les façanes anterior i posterior tenen una confecció simètrica perfecta. A la part posterior hi ha un pati comunitari que s'utilitza per estendre la roba.